# Ficus lyrata
A ficus-lira ou figueira-lira (nome científico: Ficus lyrata) é uma espécie de planta com flor pertencente à família Moraceae. É nativa da África Ocidental, com distribuição de Camarões a Serra Leoa, com habitat na floresta tropical, podendo crescer até 12–15 metros de altura.

## Taxonomia

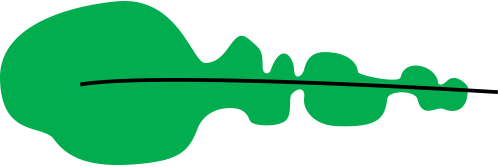
Morfologia das folhas liradas, que dão nome à planta

A espécie foi descrita pela primeira vez pelo botânico Otto Warburg, que publicou a descrição no periódico Botanische Jahrbücher für Systematik, Pflanzengeschichte und Pflanzengeographie, em 1894. O nome do gênero Ficus, vem do termo latino fīcus, que significa 'figo'. Enquanto o epíteto específico, lyrata, deriva do termo em latim moderno lyrātus, que por sua vez deriva do latim lyra, que significa 'lira'. O nome faz referência às folhas da planta, que lembram uma lira, instrumento musical de origem grega, utilizado para acompanhar os poemas.

## Descrição

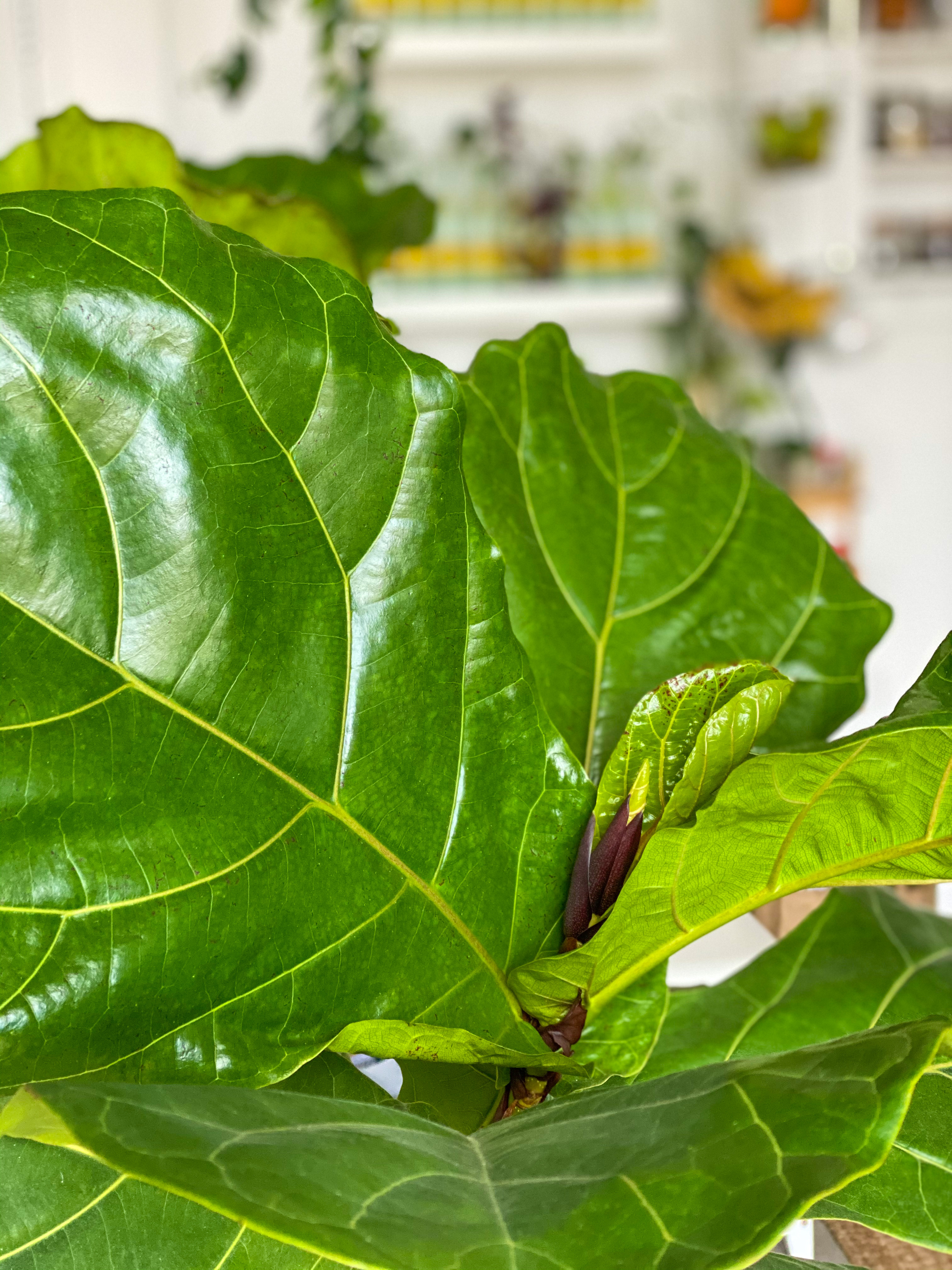
Ficus-lira cultivada dentro de casa

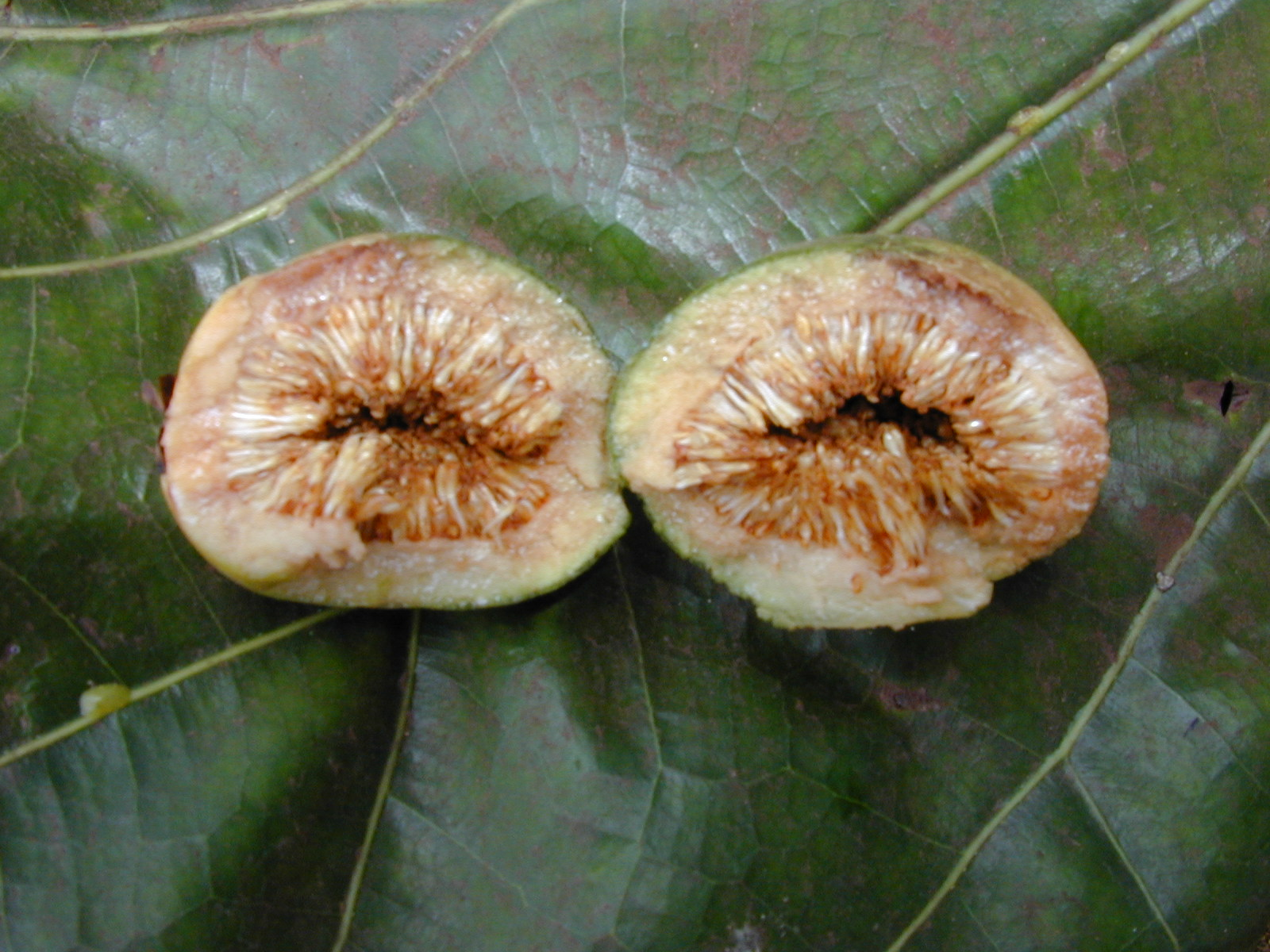
Fruto aberto de figueira-lira em Maui, Kahului

É uma árvore perenifólia, ou seja, cujas folhas possuem longos ciclos de vida.
As folhas são variáveis em formato, mas em grande parte das vezes com um ápice largo e meio estreito, lembrando uma lira; possuem até 45 centímetros de comprimento e 30 centímetros de largura, embora geralmente menores, com textura coriácea, veias proeminentes e margem ondulada.
Os frutos são semelhantes aos figos, de cor verde, com 2,5 a 3 centímetros de diâmetro, porém não sendo próprios para consumo.

## Distribuição e habitat
Possui como habitat as florestas tropicais da região ocidental da África. Se encontra distribuída desde Camarões até Serra Leoa.
Recentemente, a espécie foi introduzida em El Salvador, Trindade e Tobago, e também nas ilhas Canárias, um território dependente da Espanha.

## Cultivo
É uma planta ornamental muito popular em jardins tropicais e subtropicais, sendo também cultivada em casas e apartamentos de clima temperado. Quando cultivada em locais fechados, são menores e não produzem frutos ou flores.
Não se adapta bem em climas frios ou em longos períodos de frio. Pode morrer em temperaturas abaixo de 10 °C. Deve ser cultivada sob a luz solar ou meia sombra. Também não reage bem ao ser movida de lugar, especialmente de onde antes crescia bem.  
A ficus-lira recebeu a Award of Garden Merit da Sociedade Real de Horticultura do Reino Unido.